# Leucopis spyrothecae
Leucopis spyrothecae är en tvåvingeart som beskrevs av Raspi 2003. Leucopis spyrothecae ingår i släktet Leucopis och familjen markflugor.
Artens utbredningsområde är Italien. Inga underarter finns listade i Catalogue of Life.